# Aéroport international d'Incheon Terminal 1 (métro de Séoul)
Aéroport international d'Incheon Terminal 1 (hangeul : 인천공항1터미널 ; hanja : 仁川空港1터미널) est une station de la ligne AREX du métro de Séoul et de la ligne du Maglev de l'aéroport d'Incheon. Elle est située au 2851 Unseo-dong, Okcheon-myeon, arrondissement Jung-gu, sur le territoire de la ville Incheon, à l'ouest de Séoul, en Corée du Sud. Elle dessert le terminal 2 de l'Aéroport international d'Incheon.

## Situation sur le réseau

Plan du réseau du métro de Séoul (2023)